# Загальна конфедерація італійської промисловості
Загальна конфедерація італійської промисловості або скорочено Конфіндустрія (італ. Confederazione generale dell'industria italiana, Confindustria) — основна організація, що захищає інтереси підприємців у галузі промисловості та послуг. Організація об'єднує на добровільній основі близько 150 000 компаній, серед яких представлені банки, а від 1993 року — також акціонерні товариства, з загальним числом зайнятих понад 5 млн осіб.

## Історія
Конфіндустрію було засновано 5 травня 1910 року в Турині, а 1919 року штаб-квартиру було перенесено до Рима. Метою організації було відстоювання інтересів промислових акціонерних товариств у стосунках із профспілками. Її президент Данте Ферраріс 1919 року отримав пост міністра промисловості в уряді Франческо Саверіо Нітті.
1925 року Конфиндустрія визнала з обмеженнями офіційні фашистські профспілки, а в листопаді того ж року взяла назву Загальна фашистська конфедерація італійської промисловості'.
У перші повоєнні роки Конфіндустрія не змогла, на відміну від профспілок, установити прямі зв'язки з політичними партіями, окрім християнських демократів. Значно вплинув на політику організації її президент 1945—1955 та 1966—1970 років генуезький промисловець Анджело Коста, який підтримував практику перемовин з профспілками й політику відкриття ринків, всупереч позиції багатьох членів асоціації, які представляли найбільш захищені галузі промисловості. Конфіндустрія підтримала вступ Італії до Європейської економічної спільноти на підставі Римського договору 1957 року. За часів економічного буму відбувався розвиток великих підприємств, що супроводжувався втручанням влади до внутрішніх справ Конфіндустрії.
1976 року президентом організації вперше стала особа, яка не займалась приватним підприємництвом — колишній керівник Банку Італії Гвідо Карлі, якому допомагав відомий економіст Паоло Савона. У 2000—2004 роках президентом Конфіндустрії був однодумець Сільвіо Берлусконі Антоніо Д'Амато. Він був переконаний у необхідності скорочення зовнішнього втручання до справ бізнесу та зниження ролі тристоронніх угод (підприємців, профспілок і держави), оскільки економічний успіх підприємств був вигідний усім сторонам. 2012 року Конфедерацію очолив Джорджо Скуїнці, який відзначався значним патерналізмом стосовно персоналу та мав популярність серед робітників.